# Francesc Casanova i Estorch
Francesc Casanova i Estorch (Olot, 21 de gener del 1907 – 3 de desembre del 1969) va ser flabiolaire, violinista i compositor de sardanes.

## Biografia[1]
Aprengué música amb el seu pare i el seu oncle, l'instrumentista Joan Casanova i Bartrolí, així com violí de la mà de Xavier Turull. Als anys 30 anunciava classes particulars de música, i el 1930 formava part del Trio Casanova tocant-hi el violí, juntament amb Marcel Ribas (piano) i Alfred Blanco (violoncel). Tocà i va ser director de les cobles L'As d'Anglès (fins al 1936), als Montgrins (flabiolaire i director 1939-1943) i va ser músic fundador de la Cobla Caravana (1943-1945).
Després de retirar-se del món de les cobles compongué peces per a instruments de corda, una Missa a dues veus mixtes, una Ave Maria, algun ball i una vintena de sardanes. També musicà l'entremès L'apotecari d'Olot (1995).

## Sardanes[1]
- L'aplec del Far
- La Carme de la masia
- Colla Mainada d'Olot (1968)
- Collint gódues i castanyes
- Els dos valents de la Garrotxa (1963), obligada per a dos tibles
- La font de Sant Roc
- La font del Ferro
- En Francesc d'Olot
- El meu net Jesús (1964)
- Montsacopa
- Nans i cavallets d'Olot. Enregistrada en el CD Olot 100 anys de cobla (Barcelona: Albert Moraleda, 1998)
- Olot en primavera
- El pont dels Escalls (1967), premiada en el concurs d'Andorra
- La pubilla Mariona (1968)
- La pubilla riudarenca
- El racó de la Moixina
- Refilant en el firal, flabiol
- Saltirona olotina
- Sant Miquel de Sacot
- Santjoanenca. Enregistrada en els CD Sardanes de Sant Joan les Fonts i Sardanes de la Garrotxa (Ambdós: Barcelona: Àudio-visuals de Sarrià, 2006)
- La sardana del Corpus
- El senyor Cardona
- La vall del Bac